# Андріамбело
Андріамбелу (*д/н — після 1774) — останній мпанзака (володар) Імерина-Імароватана.

## Життєпис
Онук мпазаки Андріамананімерини і син принцеси Рабодофіланканіни. Відомостей про нього обмаль. Невідомо навіть саме коли й за яких обставин посів трон. Ймовірно, це сталося наприкінці 1760-х або на початку 1770-х років.
Стикнувся з протистоянням небожа Рабегеті, який оголосив себе мпанзакою під ім'ям Андріантопонімеринаміндімбі. Запекла боротьба виснажила державу. Цим вирішив скористатися Андріанджафі, мпанзака Імерини-Аварадрано. В блисковичній кампанії Андріамбело зазнав нищівної поразки, а його державу було приєднано до Аварадрано.